# Deconstructed

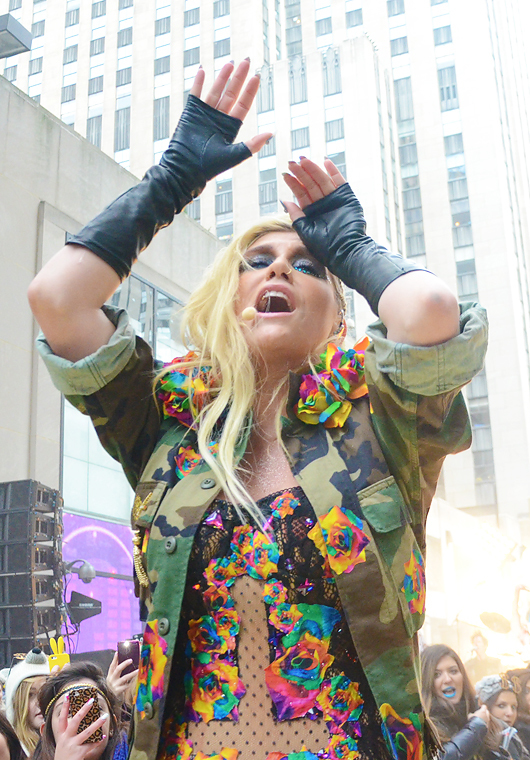
Kesha la Today Show din New York, NY, pe 20 noiembrie 2012

Deconstructed este al doilea EP de Kesha.A fost lansat într-un pachet pentru fani alături de al doilea album de studio Warrior.A fost lansat digital în 30 noiembrie în SUA și fizic pe 4 decembrie 2012 și în toată lumea digital în februarie 2013, înainte de a fi eliminat și adăugat la Warrior (ediția extinsă) la începutul anului 2019.

## Producție și lista melodiilor
Deconstructed conține cinci melodii, dintre care patru sunt versiuni alternative ale melodiilor lui Kesha, iar una fiind o interpretare a melodiei „Old Flames Can’t Hold a Candle to You” a lui Dolly Parton .
Versiunea „ Die Young ” a fost descrisă ca o formă de pop psihedelic relaxant, care a stârnit controverse în rândul diverselor site-uri de socializare. Versiunea „The Harold Song” include vocalize relaxate, cu un sintetizator, alături de o tamburină de lovitură peste un sintetizator de pian. De asemenea, sunt incluse „Blow”, o interpretare a baladei country a lui Dolly Parton „Old Flames Can’t Hold a Candle to You” și „Supernatural”, de pe al doilea album de studio, Warrior.